# Mautbrücke

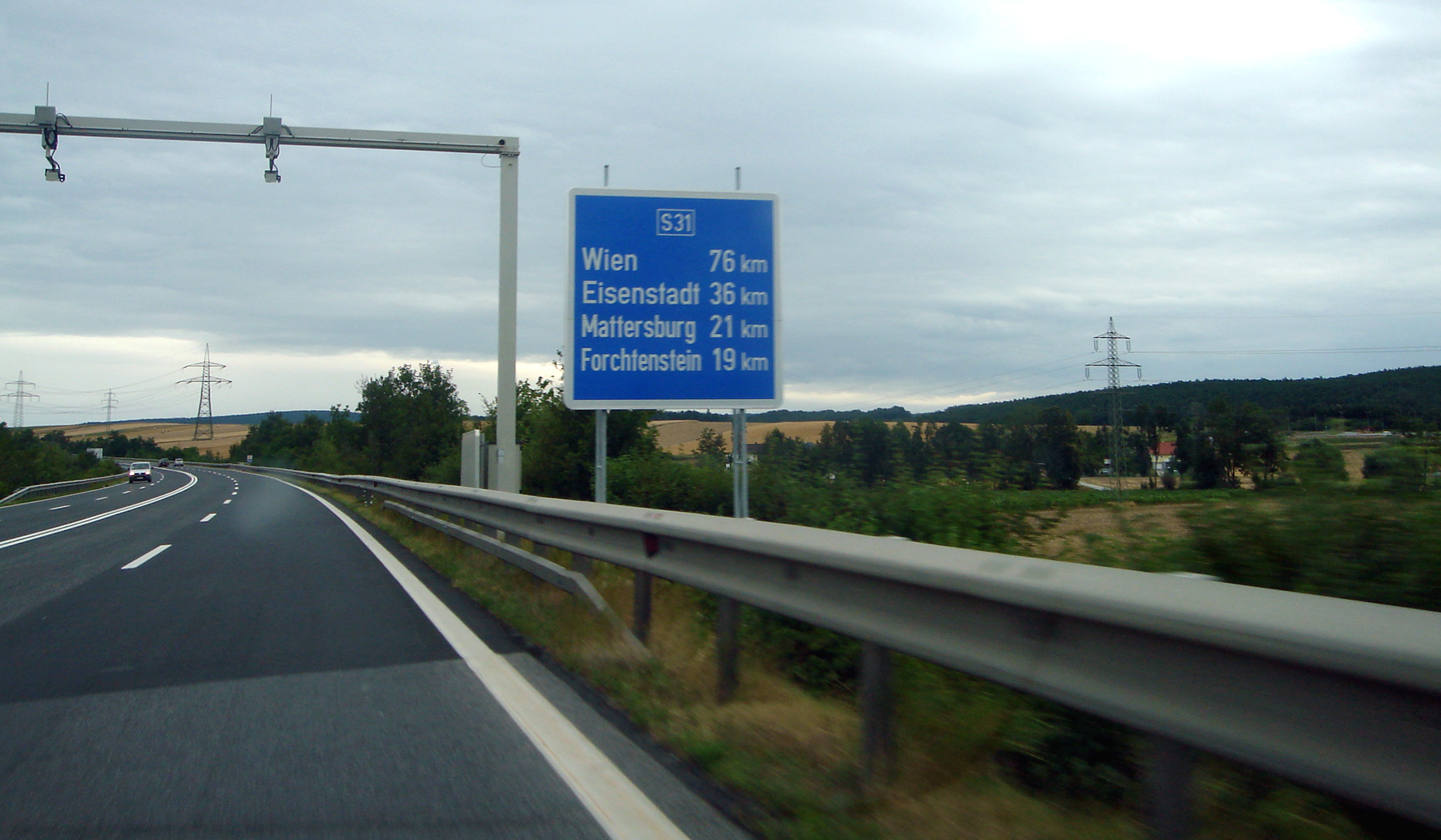
Mautbrücke an der S 31 in Österreich

Mautbrücken sind über mautpflichtigen Straßen aufgestellte Schilderbrücken, die zur automatischen Abrechnung der Maut dienen oder die Bezahlung der Maut kontrollieren.

## Lkw-Maut in Deutschland

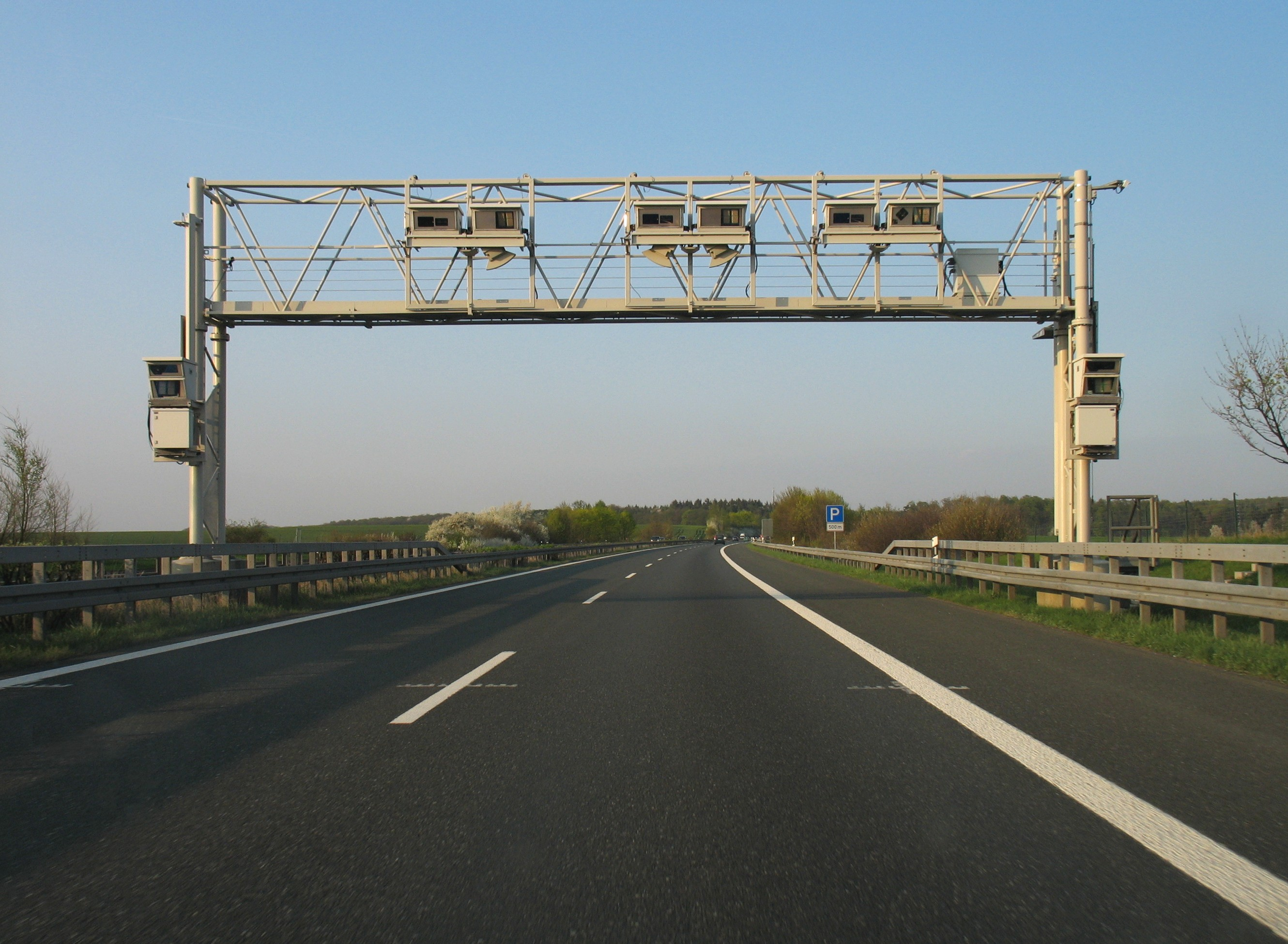
Kontrollbrücke an der A 81 in Deutschland

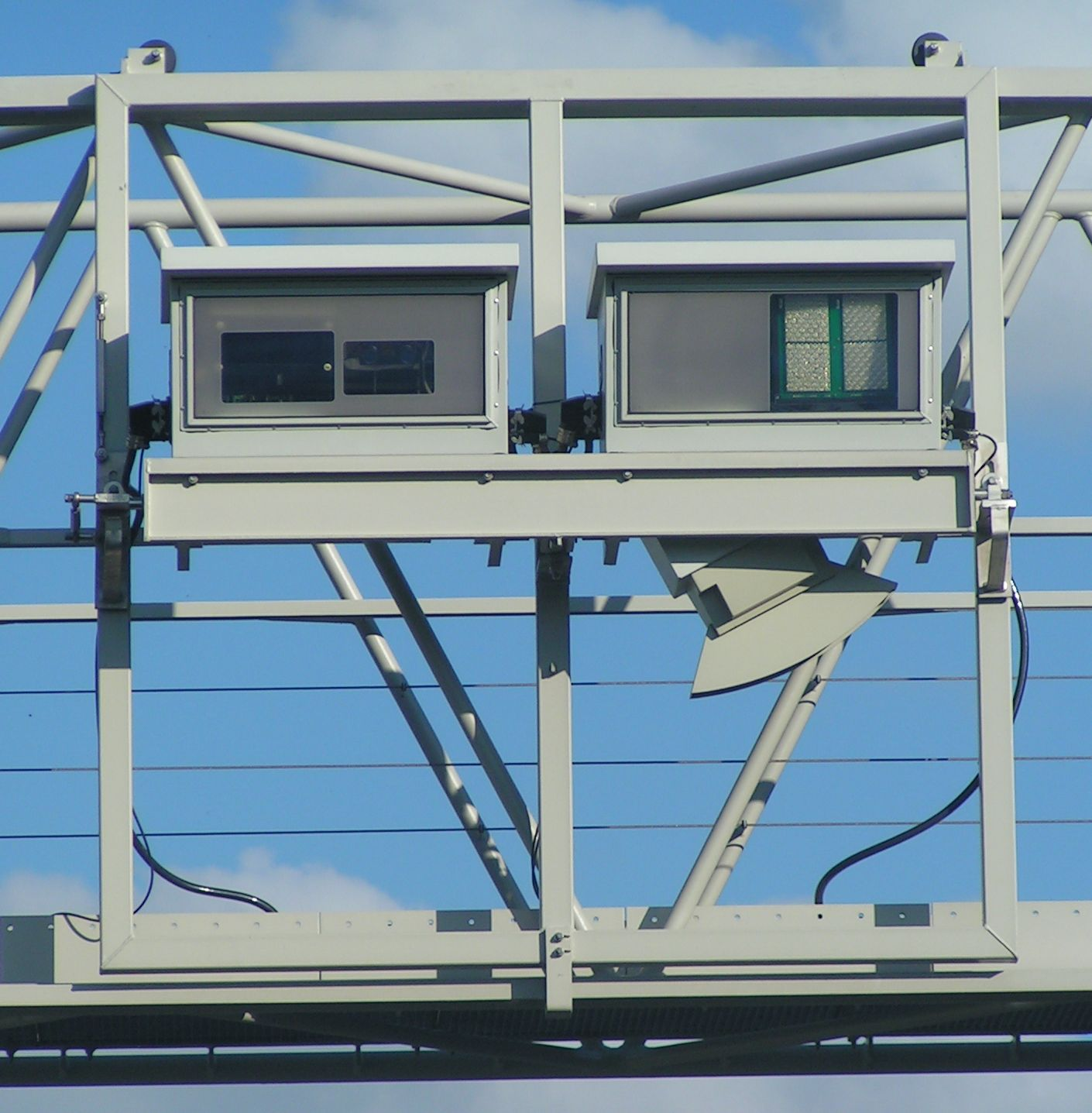
Detailansicht einer Kontrollbrücke

Die für die Lkw-Maut in Deutschland vom Konsortium Toll Collect betriebenen Kontrollbrücken (Gitterbrücken) wurden von der Vitronic GmbH hergestellt und kontrollieren die korrekte Bezahlung der Maut. Daher ist die korrekte Bezeichnung auch Kontrollbrücke und nicht wie oft fälschlicherweise beschrieben Mautbrücke. Die ca. 300 über das gesamte Autobahnnetz verteilten Brücken arbeiten mit einer automatischen Nummernschilderkennung zur Feststellung des Kennzeichens sowie Komponenten zur Erkennung des Fahrzeugtyps. Die Kontrollbrücken erfassen die Kennzeichen von allen Fahrzeugen, auch von Pkw. Ob ein Fahrzeug mautpflichtig ist oder nicht, wird per 3D-Abtastung ermittelt. Die komplexe elektronische Bildauswertung und -verarbeitung hierfür wurde von Vitronic aus Wiesbaden entwickelt. Kennzeichen-Bild und 3D-Bild werden als Datensatz zusammengefasst. Datensätze nicht mautpflichtiger Fahrzeuge werden sogleich wieder gelöscht (gemäß § 9 Abs. 5 Bundesfernstraßenmautgesetz).
Für Datensätze von als mautpflichtig erkannten Fahrzeugen wird mit Hilfe des Kennzeichens überprüft, ob im Einbuchungsserver eine Mautbuchung vorhanden ist. Falls keine Buchung gefunden wird, wird der Datensatz an Toll Collect übermittelt, wo dann die manuelle Nachkontrolle durch Mitarbeiter erfolgt. Sollte ein Kennzeichen nicht automatisch von der Software erkannt werden, wird der Datensatz ebenfalls zu Toll Collect geschickt, wo Mitarbeiter die Kennzeichen-Bilder auswerten und prüfen, ob eine gültige Buchung vorliegt. Falls ein Fahrer als Mautpreller erkannt wird, werden die Daten an das Bundesamt für Güterverkehr übergeben, welches ein Bußgeldverfahren gegen den Fahrzeughalter einleitet.
Durchfährt ein Lkw mit eingeschalteter On-Board-Unit (OBU) eine Kontrollbrücke, werden von der Brücke die in der OBU gespeicherten Daten abgefragt. In der OBU sind unter anderem Kennzeichen, Achszahl und zulässiges Gesamtgewicht gespeichert. Sind die Daten in der OBU mit den von der Brücke ermittelten stimmig, wird der Datensatz entfernt, anderenfalls werden die Daten ebenfalls an Toll Collect zur manuellen Nachkontrolle gesendet. Dies ist zum Beispiel der Fall, wenn das in der OBU gespeicherte Kennzeichen des Lkw nicht mit dem per automatischer Nummernschilderkennung erkannten übereinstimmt, oder in der OBU vier Achsen eingespeichert sind, aber per 3D-Abtastung sechs erkannt werden.
Aus Datenschutzgründen dürfen nicht gleichzeitig alle Brücken betrieben werden. Stattdessen sind nur stichprobenartige Kontrollen zulässig. So werden nur etwa 10 % aller LKW kontrolliert. Nach Angaben von Toll Collect sprechen gegen eine dauerhafte Aktivierung aller Brücken aber keine technischen Gründe, sondern nur datenschutzrechtliche Aspekte.
Es wurde schon wiederholt diskutiert, ob bei „Verdacht auf Terrorismus“ oder bei der Strafverfolgung diese Informationen ausgewertet werden dürfen. Die zweckentfremdete Verwendung der Daten aus dem Mautsystem widerspricht der geltenden Rechtslage (§ 7 Abs. 2 BFStrMG), was aber nicht bedeutet, dass Kfz-Kennzeichen-Scanning aus anderen Quellen nicht polizeilich genutzt wird.

## Kontrollsäulen

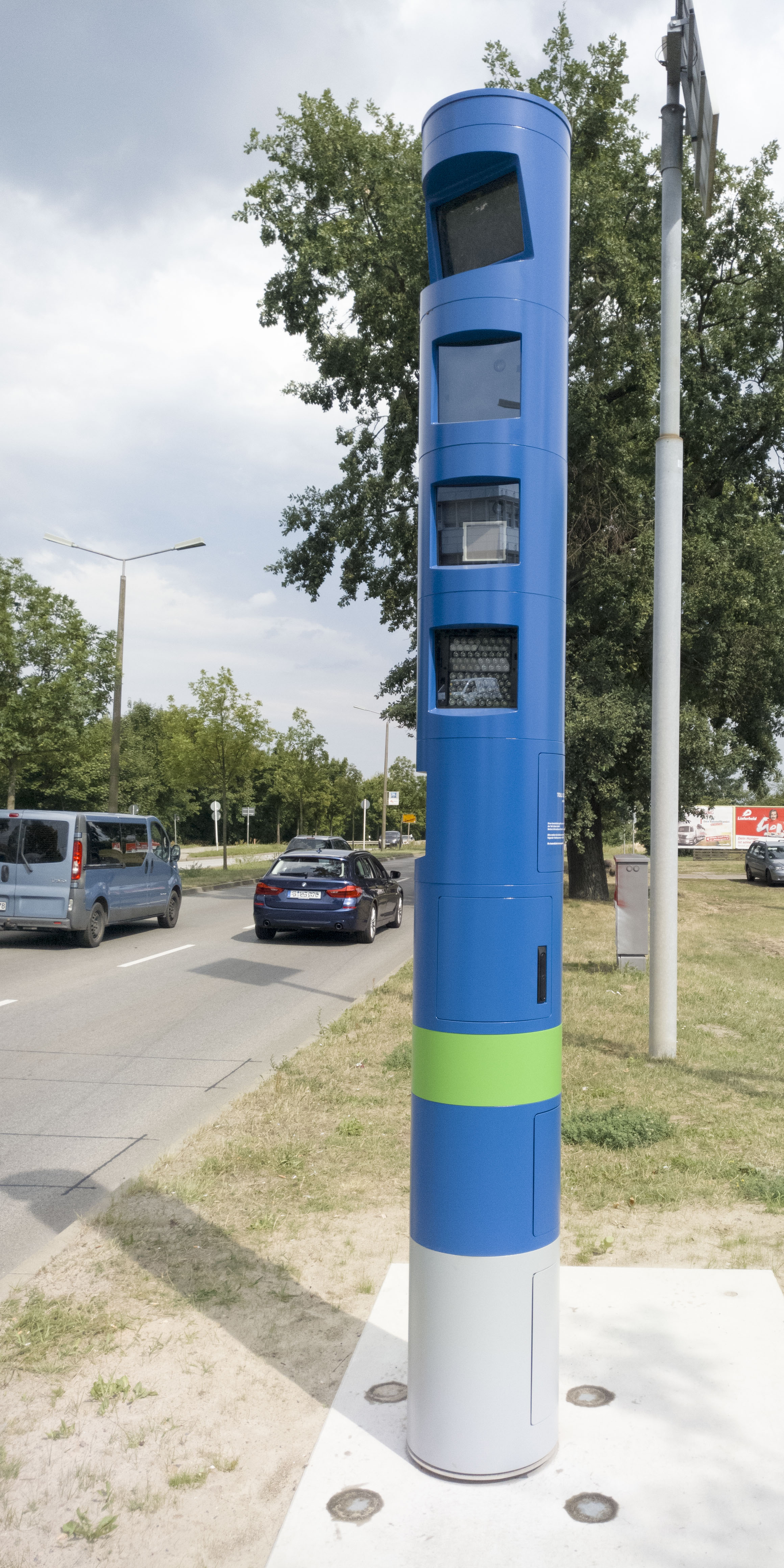
Mautüberwachungssäule an Bundesstraße 2018 von Toll Collect aufgestellt

Im Rahmen der Ausweitung der LKW-Maut ab 1. Juli 2018 auf alle Bundesstraßen wurden an etwa 250 000 km mautpflichtiger Bundesstraße etwa 600 Kontrollsäulen aufgestellt. Die Kontrollsäulen sind vier Meter hoch, rund sowie auffällig blau und grün gestaltet. Die Farbgebung soll eine Unterscheidung von Geschwindigkeitsblitzern ermöglichen. Auf manchen hoch frequentierten überregionalen Straßen wird die Mautpflicht auch mobil kontrolliert.

## Alle Kontrollformen zur Einhaltung der Mautpflicht
Insgesamt gibt es fünf Arten der Kontrollen zur Einhaltung der Mautpflicht.
- Kontrollbrücken
- Kontrollsäulen
- Stationäre Kontrolle
- Mobile Kontrolle
- Betriebskontrollen

## Konstruktion und Bauweise
Wie auch Brücken für Verkehrstafeln und Verkehrslichtsignalanlagen überspannen Mautbrücken in der Regel nur eine der zwei Richtungsfahrbahnen einer Autobahnstrecke.

### Steher und Tragbalken
Beidseits der Fahrbahn bilden meist ins Gelände eingelassene Stahlbetonfundamente die Befestigungsbasis. Kippfest angeschraubt sind damit jeweils ein vertikaler Steher. Per Lkw-Kran aufgelegt wird der horizontale Träger und mit den Stehern biegefest verschraubt. Die Durchlassbreite summiert sich aus den Breiten von 2 oder mehr Fahrspuren, einer Standspur, Leitschienen und Abstände für Verformung, Sicherheit und Wartung. Im Fall von 2+1 Spuren beginnt die Durchlassbreite bei etwa 11 m, ein Träger mit 12 m Länge passt knapp auf einen Sattelauflieger.
Die Durchlasshöhe ergibt sich aus der Maximalhöhe von Kfz von 4 m plus Sicherheitsabstand etwa für wachelnde Planen und Abmilderung des Luftstoßes vom Fahrtwind her. Das langsame Passieren von übergroßen Transporten etwa von 5 m Höhe  kann berücksichtigt werden. Der Tragbalken kann per Lkw-Ladekran auf die Steher gesetzt und biegesteif verschraubt werden.
Am Träger befindet sich typisch ein Laufgang für Wartungspersonal, das samt Werkzeug per Hubsteiger in die Höhe gelangt.
Antennen, Kameras und Sensoren werden spurweise beidseits des Laufgangs montiert und wirken nach unten oder schrag nach unten.

### Bauweise
Als Baumaterial für Träger und Steher kommen die Metalle Stahl oder Aluminium in Frage. Die Schrauben sind mitunter aus rostfreiem Stahl.
Große Biegesteife kann durch Gitterrohrrahmen oder ein Rechteck-Kastenprofil erzielt werden.
In Österreich wurde im Juli 2024 erstmals eine Mautbrücke aus Holz errichtet.